# アイルランド系アメリカ人

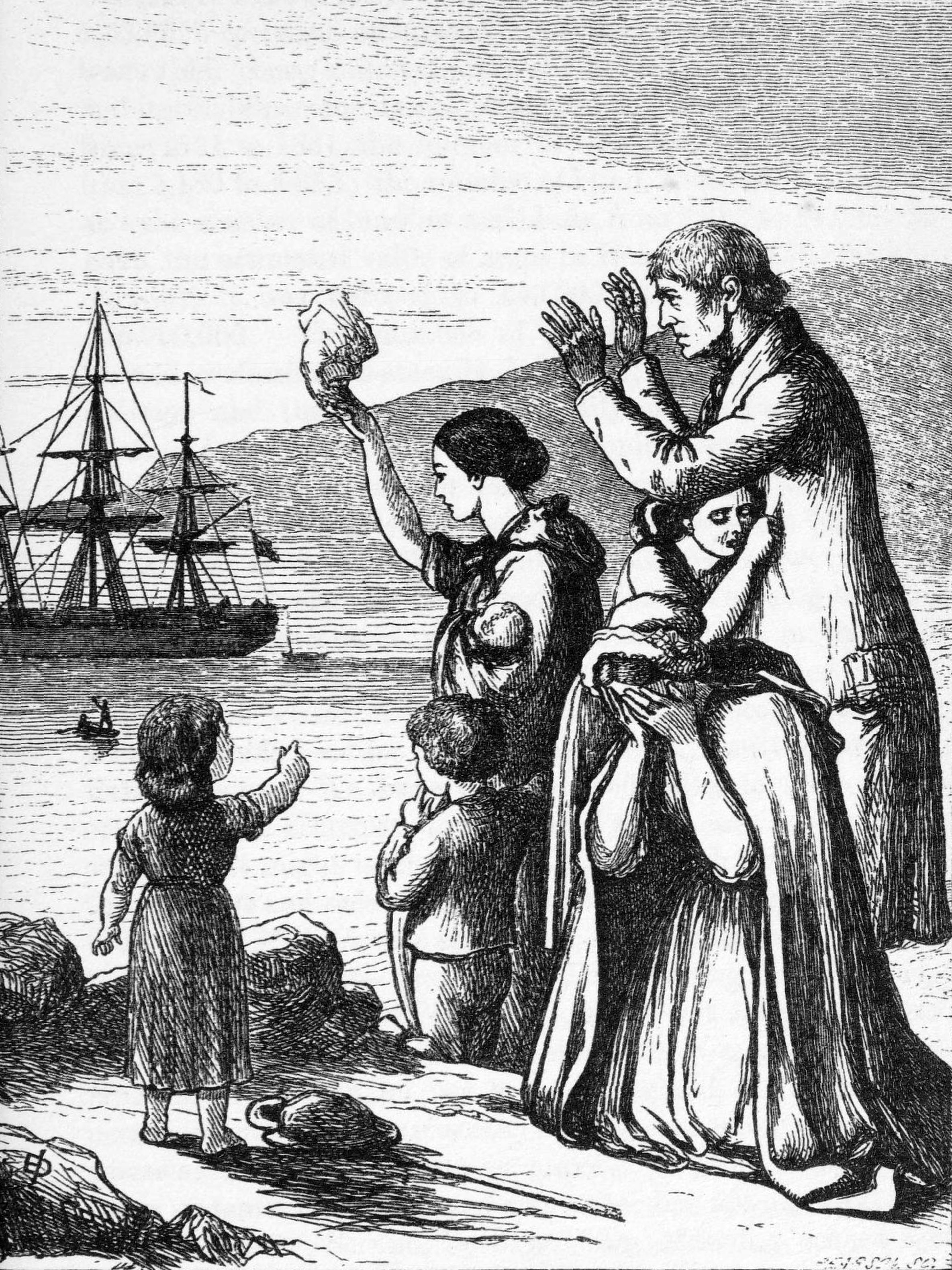
ジャガイモ飢饉によって困窮したアイルランド人たちは、移民として異国へと旅立っていった。

アイルランド系アメリカ人（アイルランドけいアメリカじん、英語: Irish American, アイルランド語: Gael-Mheiriceánach）は、アメリカ合衆国国民のうち、アイルランドに出自を持つ者たちを指す名称である。約3,600万人（総人口のおよそ12%）のアメリカ人がアイルランド系であると自認している。これらの数字にはスコッツ＝アイリッシュは含まれない。
スコッツ＝アイリッシュ（Scots-Irish）は、一般的にアルスターから移民してきたアイルランド人を指し、アルスター＝スコッツ（Ulster-Scots）とも呼ばれる（後の北アイルランドを含むアルスター地方にはスコットランド人プロテスタントが多く入植していた）。彼らの中には自分がアイルランド系アメリカ人であると考える者もいる。これは、アイルランドのプロテスタントとカトリックとの宗教対立に起因するもので、プロテスタント系移民はスコッツ＝アイリッシュと呼ばれ、カトリック系の移民はアイルランド系アメリカ人と呼ばれることを好んだ。近年はこの区別は厳密なものではなく、多くのスコッツ＝アイリッシュは、自身をより広義なアイルランド系アメリカ人の一種であると見なしている。スコッツ＝アイリッシュは（アイルランド系アメリカ人とは別に）500万人以上にのぼる。

## 概要
プロテスタント系のアイルランド人移民は18世紀から19世紀の産業革命期にアメリカに移民し、特に当時辺境地域だったペンシルベニア州、バージニア州、ノースカロライナ州、サウスカロライナ州へと定住した。1845年から1849年にかけて起こったジャガイモ飢饉の際には、数百万人のカトリック教徒が北アメリカへと押し寄せた。彼らの多くは、棺桶船と称される病気の蔓延する船でカナダに到着した。彼らの一部はカナダ、特にトロントやオンタリオ州に残ってアイルランド系カナダ人となり、残りはアメリカ合衆国へと移動した。
1820年から1860年にかけて、アイルランド人はアメリカ国内の移民のうち3分の1を占め、1840年代には移民の半分を占めるようになっていた。
当初アイルランド人は歴史的にアメリカ人の圧倒的多数を占めるイングランド系のルーツであるイングランドに支配された地ということ、カトリック教徒であることから不当な差別を受け、アイルランド人の利用を公然と拒んだ店も存在した。この差別に立ち向かうためにマフィアとなったアイルランド系も少なくなかった。
初期の移民の職業は警察官、消防士、軍人などが多く、アイルランド系の警官、消防士、軍人が活躍する映画が多い。これは移民として比較的後発だったため、命がけの危険な仕事にしかありつけなかった歴史的事情や、血気盛んなアイルランド気質ともマッチしている要因が挙げられる。このことからアイルランド系移民には、それぞれの家代々で警官や消防官を勤める者がいる場合も少なくない。また文化・伝統的側面においても大いに影響があり、警察や消防では慶弔様々な式典においてバグパイプ隊による演奏が行われる。
例えばニューヨーク市警察とニューヨーク市消防局では、バグパイプを使った鼓笛隊「エメラルドソサイエティ」（Emerald Society、直訳すると翠玉団）が編成されている。演奏が行われるのは訓練学校の卒業式や殉職者の葬儀、聖パトリックの日など。米墨戦争において、兵の40%がアイルランド系だった聖パトリック大隊がアメリカ軍から脱走し、メキシコ軍に加わってアメリカと戦った事例がある。
最初の大陸横断鉄道の建設労働者になった。
特徴としては、姓（ファミリーネーム）の綴りが「O'」「Mc」「Mac」で始まる事が挙げられる（McやMacはスコットランド人の姓にも付く）。これは、「O'」あるいは「Mc」「Mac」にはアイリッシュ・ゲーリック（アイルランドの公用語）で誰々の子孫、誰々の仲間という意味があり、例を挙げるならば、ジョン・マケイン（John McCain）のMcCainは「ケイン（Cain）の家族あるいは仲間」という意味になる。ケネディ（Kennedy）のように「O'」あるいは「Mc」「Mac」で始まらない姓の由来については、王室や貴族の家系、あだ名、職業、地名などさまざまである。例えば、ケネディとは「醜い頭（Ceannéidigh、ゲール語）」というあだ名に由来する。なお、第35代大統領ジョン・F・ケネディの曽祖父は農民である。
アイルランドからの移民の大多数はカトリックであったが、世代を下るに連れイングランド系や北ドイツ系との混血が進み、1990年代におけるアイルランド系アメリカ人に対する調査によるとプロテスタント51%に対してカトリック36%の比率であった。
アイルランド系アメリカ人は現在、アメリカ社会に完全に同化しているが、アイリッシュとしての自覚を捨てない者が少なくない。21世紀になってもアイルランドの聖パトリックの日がアメリカ各地で派手に祝われている。またスポーツにおいては、アイルランドのナショナル・カラーである緑と白を身に纏ったり、比較的アイリッシュの多い東海岸では同じアイリッシュのボクサーを熱狂的に応援し、アイリッシュ・ギミックを与えられたプロレスラーが人気を博す傾向がある。

## 著名なアイルランド系アメリカ人

### 政治

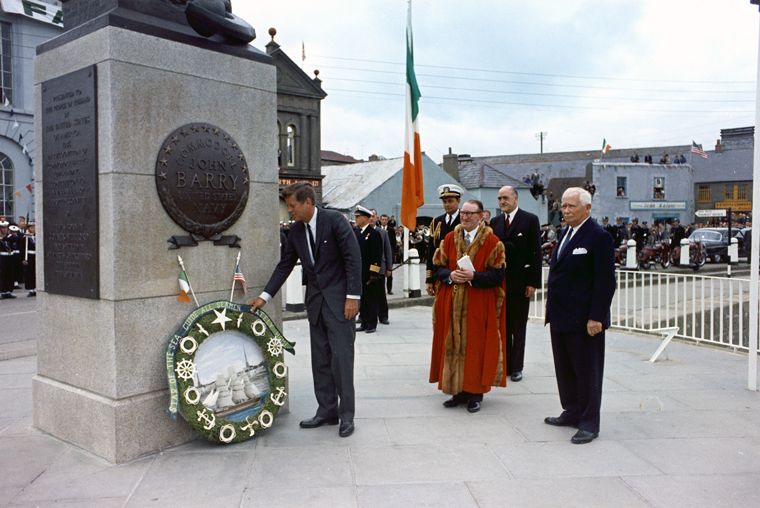
アイルランドのウェックスフォードを訪れるケネディ大統領（1963年）

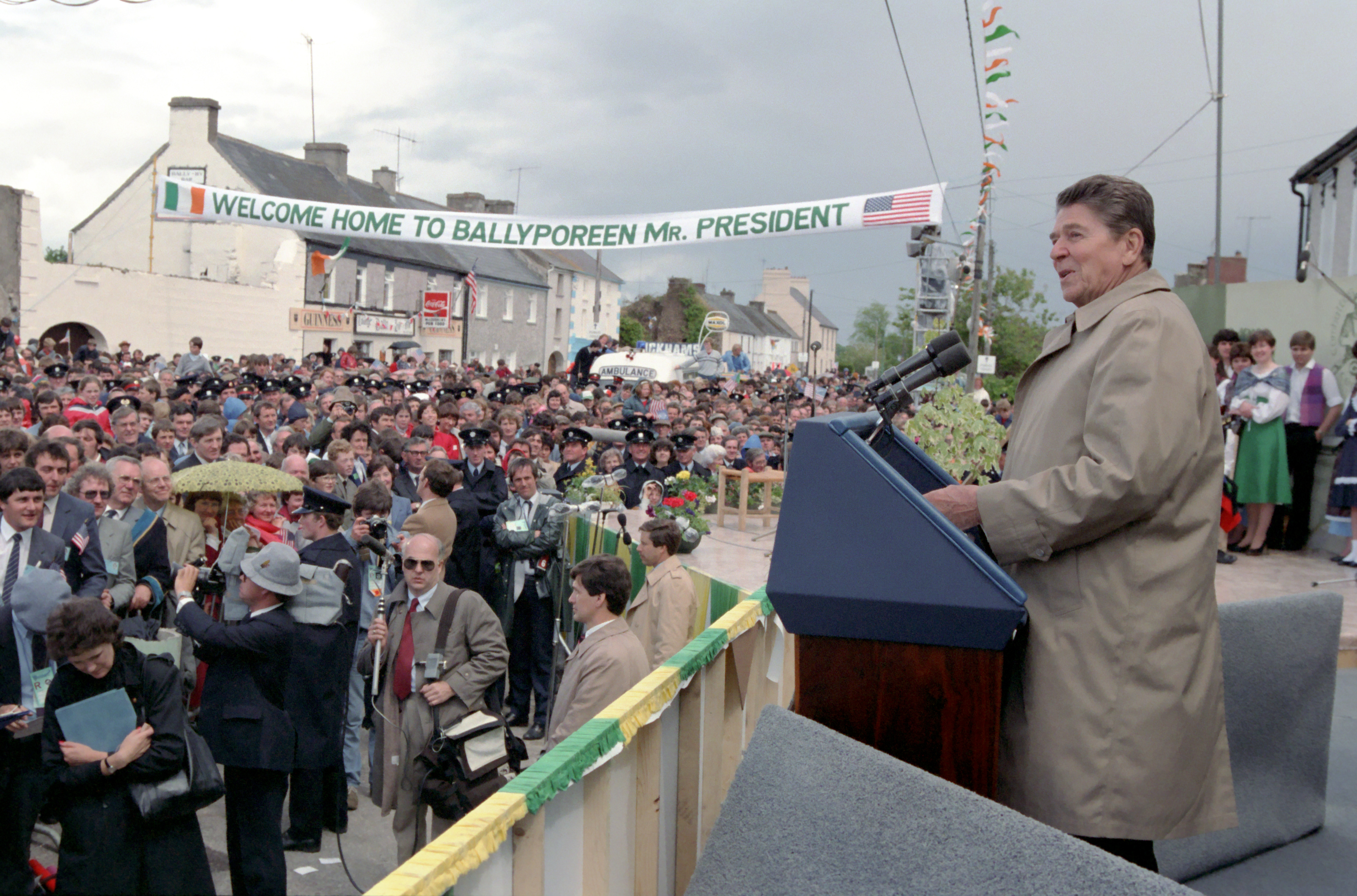
祖先の故郷ティペラリーでスピーチをするレーガン大統領（1984年）

- ジョージ・クリントン：第4代アメリカ合衆国副大統領
- ドリー・マディソン：第4代アメリカ合衆国大統領夫人
- ジョセフ・P・ケネディ：駐英アメリカ大使。第35代合衆国大統領ジョン・F・ケネディの父親
- ジョン・F・ケネディ：第35代アメリカ合衆国大統領
- ロバート・ケネディ：政治家、第64代アメリカ合衆国司法長官
- エドワード・ケネディ：政治家
- エドワード・ケネディ・ジュニア：政治家
- ジョセフ・マッカーシー：政治家
- ジョージ・J・ミッチェル：政治家
- ジョージ・パタキ：政治家
- ロナルド・レーガン：第40代アメリカ合衆国大統領
- ビル・クリントン：第42代アメリカ合衆国大統領
- ラルフ・ローレンス・カー：コロラド州知事。日系人の強制収容反対運動の第一人者。
- ジョー・バイデン：第47代アメリカ合衆国副大統領、第46代アメリカ合衆国大統領
- バラク・オバマ：第44代アメリカ合衆国大統領。母方の先祖がアイルランド人[4]。
- マイク・ペンス：第48代アメリカ合衆国副大統領
- ケビン・マッカーシー：第64代アメリカ合衆国下院議長
- ミッチ・マコーネル：第22代アメリカ合衆国上院少数党院内総務
- アル・スミス：政治家
- ジェームズ・フォレスタル：初代アメリカ合衆国国防長官
- マイケル・マンスフィールド：政治家、第22代駐日大使
- ダニエル・パトリック・モイニハン：政治家、社会学者
- トーマス・フォーリー：政治家、第25代駐日大使
- パトリック・リーヒ：政治家
- ベト・オルーク：政治家
- キャシー・ホウクル：ニューヨーク州知事

### 学術
- チャールズ・タウンズ：物理学者
- ロバート・キャンベル：日本文学者

### 芸術
- ジョージア・オキーフ：画家

### 文学
- ユージン・オニール：劇作家
- ティム・オブライエン：作家
- メアリー・ヒギンズ・クラーク：作家
- F・スコット・フィッツジェラルド：作家
- レイモンド・チャンドラー：作家
- フラナリー・オコナー：作家
- メアリー・マッカーシー：作家
- ミッキー・スピレイン：作家

### 音楽
- トム・ウェイツ：ミュージシャン。父方がアイルランド系
- アリシア・キーズ：歌手。母親はアイリッシュ・イタリアン。父親はジャマイカ人。
- マライア・キャリー:歌手。父親がアフリカ系ベネズエラ人とアフリカ系アメリカ人のハーフ。
- ビリー・コーガン：ミュージシャン
- カート・コバーン：ニルヴァーナのボーカル
- パティ・スミス：歌手
- パット・トーピー：ミュージシャン。ロックバンドMR. BIGのドラマー
- ジェフ・バックリィ：歌手

### 映画・テレビ
- ジョン・アイアランド：俳優
- ベン・アフレック：俳優。母方がアイルランド系
- クリント・イーストウッド：俳優、監督。混血であるが、アイデンティティーとしてはアイリッシュを自認。
- オーウェン・ウィルソン：俳優
- ジョン・ウェイン：俳優
- マーク・ウォールバーグ：俳優
- ロージー・オドネル：コメディアン・トークショーホスト
- ジェームズ・カヴィーゼル：俳優
- マコーレー・カルキン：俳優
- ダイアン・キートン：女優
- バスター・キートン：俳優
- メル・ギブソン：俳優
- グレース・ケリー：俳優。モナコ公妃。
- ジーン・ケリー：俳優
- ジェームズ・キャグニー：俳優。父親はアイルランド人。
- ジョン・キューザック：俳優
- ジョーン・キューザック：女優
- アンソニー・クイン：俳優。父親はアイルランド人、母親はメキシコ人
- ジョージ・クルーニー：俳優
- ビング・クロスビー：俳優
- ジェニファー・コネリー：女優。曽祖父母がアイルランド人。
- エド・サリヴァン：テレビ司会者
- マーティン・シーン：俳優。父親はスペイン人、母親はアイルランド人。
- ジュリア・スタイルズ：女優。父親はアイルランド系
- シャロン・ストーン：女優[5]。
- ウォルト・ディズニー：ウォルト・ディズニー・カンパニーの創業者
- マット・ディロン：俳優。両親ともアイルランド系アメリカ人。
- ズーイー・デシャネル：女優。アイルランド・フランス系
- ジョニー・デップ：俳優。アイルランド・ドイツ
- ブライアン・デネヒー：俳優
- スペンサー・トレイシー：俳優
- ジャック・ニコルソン：俳優。父親はアイルランド系
- チャック・ノリス：俳優、映画・TV製作者、作家。
- エレン・バースティン：女優
- ミーシャ・バートン：女優。母親はアイルランド人
- エドワード・バーンズ：俳優・映画監督
- ドリュー・バリモア：女優
- ロン・ハワード：映画監督
- ゲイリー・ビジー：俳優
- ジミー・ファロン：俳優
- ジョン・フォード：映画監督
- ハリソン・フォード：俳優
- スティーヴ・ブシェミ：俳優。アイルランド・イタリア系
- マーロン・ブランド：俳優
- ブレンダン・フレイザー：俳優
- スーザン・ヘイワード：女優。アイルランド・スウェーデン系
- グレゴリー・ペック：俳優
- ショーン・ペン：俳優。アイルランド・イタリア系
- アレック・ボールドウィン：俳優
- ララ・フリン・ボイル：女優
- マシュー・マコノヒー：俳優
- ビル・マーレイ：俳優
- ローズ・マッゴーワン：女優
- マイケル・ムーア：映画監督
- クリスティーナ・リッチ：女優
- バート・レイノルズ：俳優
- リンジー・ローハン：女優。アイルランド・イタリア系
- ジュリア・ロバーツ：俳優。父親はアイルランド系

### スポーツ
- フェイ・ヴィンセント：第8代MLBコミッショナー
- フォレスト・グリフィン：総合格闘家
- ジェームス・J・コーベット：ボクサー
- チャールズ・コミスキー：野球選手
- ボビー・ジョーンズ：ゴルファー
- マーカス・デイヴィス：総合格闘家
- ジャック・デンプシー：ボクサー
- サラ・ヒューズ：フィギュアスケート選手
- ジェームス・J・ブラドック：ボクサー
- トム・ブレイディ：アメフト選手
- ビンス・マクマホン：プロレス団体WWE会長
- ジョン・マッケンロー：テニス選手
- ケビン・マクヘイル：バスケットボール選手
- クリス・マリン：バスケットボール選手
- スティーブ・カー：バスケットボール選手
- パット・ライリー：バスケットボール選手
- ブレンダン・マローン：バスケットボール指導者
- マイケル・マローン：バスケットボール指導者
- デビッド・フィッツデール：バスケットボール指導者
- パット・ギャリティ：バスケットボール選手
- クリス・クイン：バスケットボール選手
- トーマス・オマリー：野球選手

### その他
- アン・サリヴァン
- メアリー・マローン
- エドワード・ジョゼフ・フラナガン：社会事業家
- ジェームス・ギャンブル：P&Gの創業者・実業家
- ジャック・ウェルチ：実業家
- アーネスト・キング　: アメリカ海軍作戦部長
- スティーブン・バノン：実業家
- アンソニー・ケネディ：連邦最高裁判所判事
- ブレット・カバノー：連邦最高裁判所判事